# Kyrenia
Kyrenia (în greacă Κερύνεια, Keryneia; în turcă Girne) este un oraș în partea de nord a insulei Cipru. Orașul este cunoscut pentru poziția sa strategică a portului său și pentru că a fost unul din primele locuri ocupate de armata turcă, cu ocazia invaziei turce a Ciprului în 1974.

## Istoric
În perioada sa de dezvoltare maximă, orașul-fortăreață era brăzdat de depozite în care erau stocate fructe aduse din zonele rurale, în așteptarea exportului. Astăzi, portul este utilizat mai ales pentru ambarcațiuni de agrement iar clădirile sunt aproape toate transformate în restaurante cu mese dispuse pe malul apei. Un port mai mare este situat la o distanță de câteva mile de centrul orașului, în partea estică fiind utilizat pentru nave comerciale si  feriboturi care fac legătura cu țărmul Turciei. 
Castelul, situat în capătul estic al vechii fortărețe este un loc foarte pitoresc între zidurile căruia se află o capelă bizantină datând din secolul al XII-lea, unde se află elemente Romane târzii reutilizate. Principalele particularități ale exteriorului castelului sunt câteva turnuri circulare impunătoare construite de către Venețieni în 1540 e.n. Aceasta este perioada istorică, în care praful de pușcă, tunurile și artileria au fost folosite pentru prima dată în cadrul operațiunilor militare. Vechiul Castel Cruciat a fost modificat fiind ridicate ziduri uriașe având în colțuri turnuri circulare. Un astfel de turn este mai dificil de distrus cu o ghiulea decât unul pătrat și astfel, o nouă tactică de luptă s-a dezvoltat în jurul secolului al XVI-lea. Venețienii au construit multe deschideri pentru tunuri pe trei laturi ale castelului de unde ghiulelelele puteau fi îndreptate către atacatorii tereștri. Aceasta dovedește că Venețienilor le era teamă de un atac al Ciprioților, dar nu de unul maritim. În interiorul castelui au fost construite rampe lungi cu ajutorul cărora artileria era rulată către deschizăturile din zid. Zidurile și turnurile Vechiului Castel Cruciat au fost întărite și îmbunătățite în așa fel încât întregul castel a fost pregătit pentru a face față unui atac terestru. Oricum, toate acestea au fost zadarnice, deoarece niciun asediu major nu a avut loc vreodată.

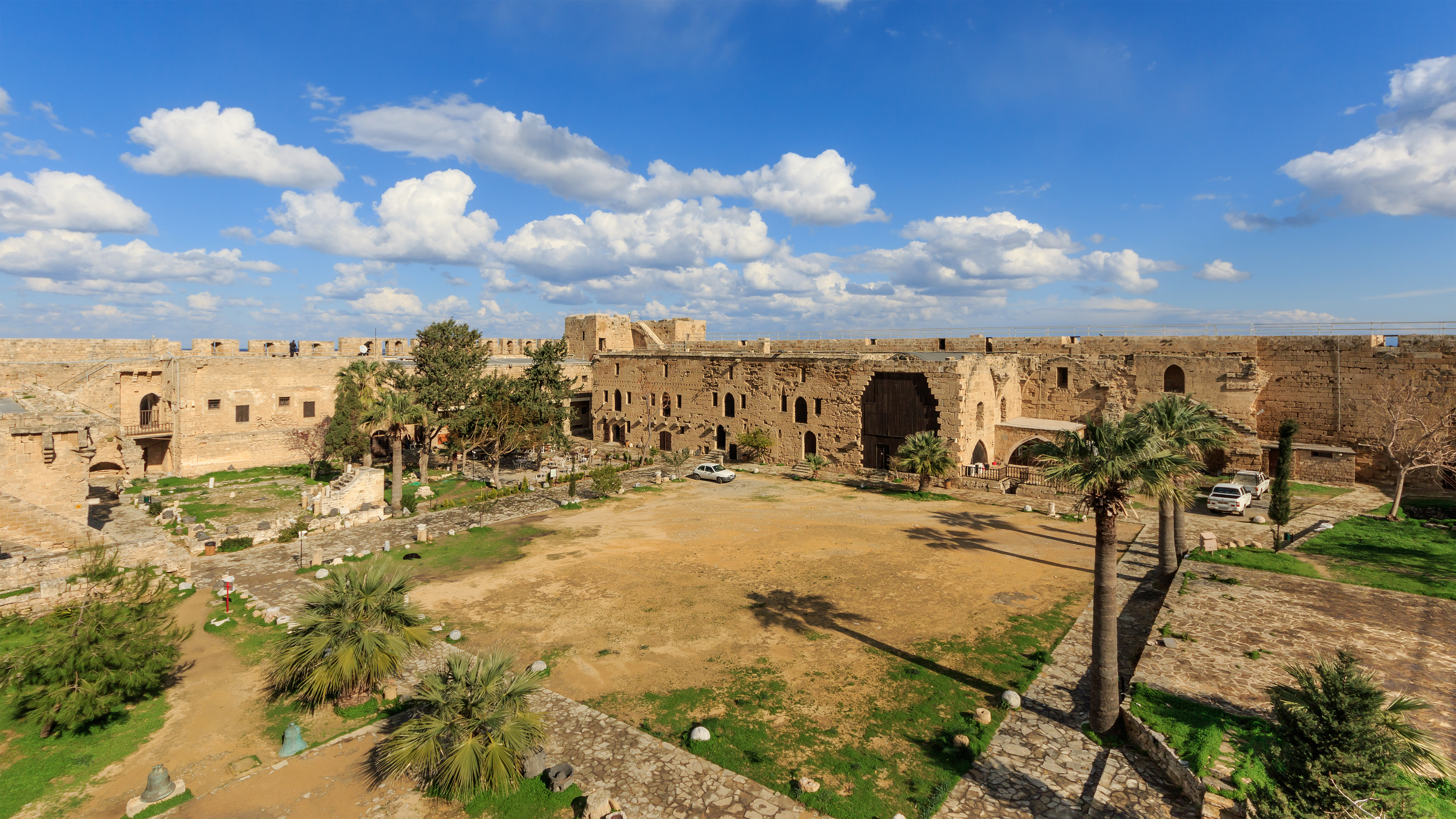
Castelul Kyrenia

Curtea interioară a castelului este spațioasă și într-una dintre camerele principale se găsește Muzeul Naufragiului, prezentând rămășițele unei nave grecești din secolul al IV-lea, precum și încărcătura sa, descoperită nu departe de Kyrenia în 1967 de către Andreas Kariolou, un scufundător Greco-Cipriot. Nava Kyreniana, după cum este cunoscută, a fost studiată intens de către National Geographic Society.
Există trei perioade importante ale Castelului Kyrenia:
1. Castelul Bizantin [ 330 d.Hr.-1192 d.Hr.]
2. Castelul Cruciat [1192 d.Hr-1472 d.Hr.]
3. Castelul Venețian [1472 d.Hr.-1570 d.Hr.]

Orașul are un muzeu al icoanelor adăpostit într-o biserică dedicată Arhanghelului Mihail. Nu departe de acesta, există câteva morminte tăiate în piatră datând cu aproximație din secolul al IV-lea. În partea din spate a castelului sunt ruinele unei mici biserici Creștine iar în fortareață se află un mic turn din care un lanț poate fi activat pentru a bloca accesul oricăror inamici în interiorul cetății. Biserica Anglicană a Sf. Andrei se află în spatele castelului aproape de stația de autobuz și este deschisă tot timpul anului.

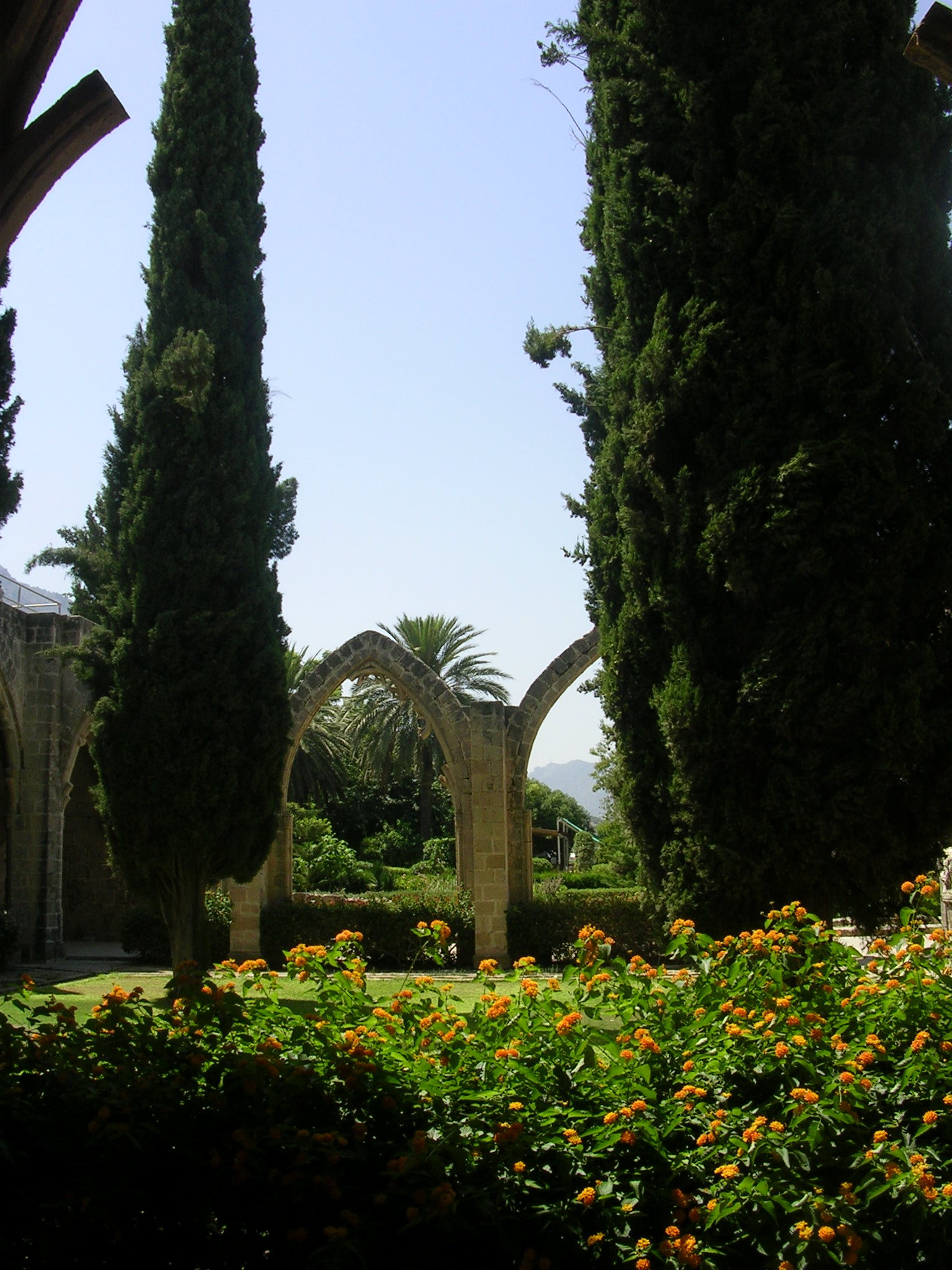
Curtea interioară a mânăstirii Bellapais

Mănăstirea Bellapais (numele provine din Limba Franceză "abbaye de la paix" care înseamnă Mănăstirea Păcii) se află în satul aflat sub ocupația turcilor, Bellapais din partea Cipriotă a Kyreniei. Clădirea inițială a fost realizată între anii 1198-1205. Construcția principală, așa cum poate fi văzută astăzi a fost edificată în secolul al XIII-lea  e.n. de către călugării Franciscani ai ordinului Sf. Augustin și mai ales în timpul domniei Regelui Hugh III 1267-1284. Pavilioanele din jurul curții și sala de mese au fost construite în timpul domniei Regelui Hugh IV între 1324-1359. Se mai află aici o Biserică Antică Greco-Ortodoxă inchinată Maicii Maria Îmbrăcată în Alb. 
În afara orașului, în  Munții Kyrenia, se găsesc Castelele Buffavento, St. Hilarion și Kantara. În timpul dinastiei Lusignane Castelul Buffavento era închisoare fiind denumit “Chateau de Lion”- Castelul Leului, unde despoticul rege bizantin al insulei, Isaac Comnenus, se spune că s-ar fi refugiat după ce Richard Inimă de Leu a cucerit Ciprul în 1911. Castelul St. Hilarion situat pe un vârf de munte domină orașul Kyrenia și este vizibil de la multe mile distanță de-a lungul coastei. Înregistrările istorice arată că acesta  a fost inițial mănăstire, fondată în jurul anilor 800 când un calugăr numit Hilarion a ales acel loc pentru schitul său. Mai târziu, probabil în 1100 e.n., mănăstirea a fost transformată în castel. Castelul cel mai estic dintre cele trei, este Kantara și asemeni celorlalte două, se crede că ar fi fost construit de către Bizantini în urma raidurilor arabe pe insulă. Sursele îl menționează doar în anul 1911, când Richard Inimă de Leu a cucerit insula. 

## Personalități
- Osman Türkay, poet cipriot nominalizat la Premiul Nobel pentru literatură în 1988